# QBU-88
 (avril 2020).
Si vous disposez d'ouvrages ou d'articles de référence ou si vous connaissez des sites web de qualité traitant du thème abordé ici, merci de compléter l'article en donnant les références utiles à sa vérifiabilité et en les liant à la section « Notes et références ».

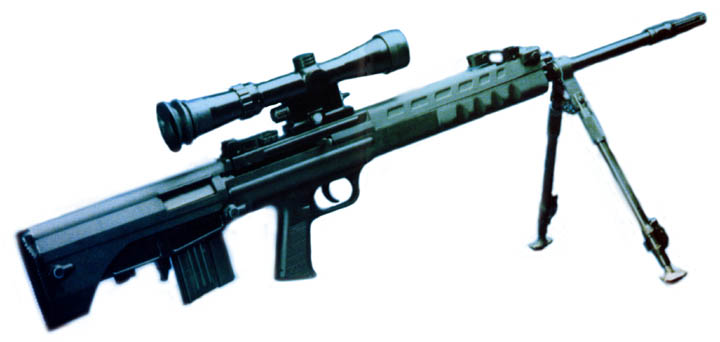
Le fusil de précision chinois QBU-88.

 Le QBU-88, aussi nommé Type 88, est un fusil de précision chinois dérivé du fusil d'assaut QBZ-95.

## Technique
Cette arme semi-automatique est de type bullpup. Sa construction fait majoritairement appel aux polymères. Sa cadence de tir théorique est de 30 coups par minute. Avec sa lunette de tir grossissant quatre fois, le QBU-88 possède une portée efficace d'environ 800 mètres.

## Diffusion
Connu localement comme QBU-88, il est produit par Norinco et est en service en République populaire de Chine. Le QBU-88 équipe donc les tireurs de précision de la Police armée populaire et l'Armée populaire de libération depuis 1997.

## Culture populaire

### Cinéma
- Il est aussi présent dans le film Hong-Kongais Snipers, tireur d'élite, réalisé par Dante Lam et Wai Lun Ng.

### Jeux vidéo
Le QBU-88 est présent dans de nombreux jeux vidéo :
- Série Battlefield
  - Battlefield 2
  - Battlefield: Bad Company
  - Battlefield: Bad Company 2
  - Battlefield 2: Modern Combat
  - Battlefield 3
- Ghost Recon: Advanced Warfighter
- Operation Flashpoint: Dragon Rising
- Operation Flashpoint: Red River
- PlayerUnknown's Battlegrounds
- ARMA III (sous le nom de CMR-76 dans l'extension Apex)

## Données numériques
Munition5,8 × 42 mm Spécial sniper
Canon620 mm
Capacité du chargeur10 cartouches
Longueur totale920 mm
Masse à vide4,1 kg

## Sources
Cette notice est issue de la lecture des revues spécialisées de langue française suivantes :
- Cibles (Fr)[réf. incomplète]
- Action Guns  (Fr)[réf. incomplète]
- Raids(Fr)[réf. incomplète]
- Assaut (Fr)[réf. incomplète]